# Deutsche Nordische Skimeisterschaften 1952

Logo des Deutschen Skiverbands

Die 35. Deutschen Nordischen Skimeisterschaften fanden vom 8. bis zum 11. Februar 1952 im niedersächsischen Braunlage statt. Während der Spezialsprunglauf auf der Wurmbergschanze abgehalten wurde, fand der Kombinationssprunglauf der Brockenwegschanze statt. Aufgrund von Unzulänglichkeiten der Kampfanlage und Schwierigkeit der Witterung wurde der Spezialsprunglauf-Titel zunächst nicht vergeben, weshalb der Skisprung-Wettbewerb am 23. März 1952 neu durchgeführt wurde. Den nicht gewerteten Spezialsprunglauf in Braunlage hatte Toni Brutscher gewonnen. Zeitgleich fand die erste Deutsche Wintersportausstellung statt.

## Skilanglauf

### Frauen

#### 10 km
| Platz | Sportler        | Verein                    | Laufzeit (h) |
| ----- | --------------- | ------------------------- | ------------ |
| 01    | Else Ammann     | WSV Unterjoch             | 46:06        |
| 02    | Gisela Dubac    | SV Schwarzwald            | 49:19        |
| 03    | Lo. Eibl        | SC Garmisch-Partenkirchen | 49:30        |
| 04    | Elfriede Breust | SC St. Andreasberg        | 49:45        |
| 05    | Ursula Urban    | SC St. Andreasberg        | 51:24        |

Datum: 9. Februar 1952

### Männer

#### 18 km
| Platz | Sportler          | Verein            | Laufzeit (h) |
| ----- | ----------------- | ----------------- | ------------ |
| 01    | Hermann Möchel    | SC Mannheim       | 1:15:36      |
| 02    | Hans Bär          | WSV Isny          | 1:16:03      |
| 03    | Heinz Hauser      | WSV Reit im Winkl | 1:16:27      |
| 04    | Remo Preuß        | TC Hannover       | 1:16:47      |
| 05    | Wilhelm Ehrenberg | SC Altenau        | 1:17:07      |

Datum: Freitag, 8. Februar 1952

#### 50 km
| Platz | Sportler          | Verein         | Laufzeit (h) |
| ----- | ----------------- | -------------- | ------------ |
| 1     | Oskar Burgbacher  | Skizunft Brend | 4:04:11      |
| 2     | Wilhelm Ehrenberg | SC Altenau     | 4:12:33      |
| 3     | Egon Schneider    | WSV Wangen     | 4:22:32      |
| 4     | Jakob Haeberle    | TV Laichingen  | 4:22:47      |
| 5     | Gilbert Krebs     | SC Kaufbeuren  | 4:23:11      |

Datum: 11. Februar 1952

#### 4 × 10-km-Staffel
| Platz | Verband       | Sportler                                               | Zeit (h) |
| ----- | ------------- | ------------------------------------------------------ | -------- |
| 01    | Bayern I      | Karl Vogel Hans Speicher Ludwig Gehring Heinz Hauser   | 2:54:13  |
| 02    | Schwarzwald I | Robert Grieshaber Erich Hug August Hitz Hermann Möchel | 2:55:42  |
| 03    | Bayern II     | Rudi Ettenhuber Hermann Heiß Reinhold Karg Toni Haug   | 2:55:43  |

Datum: Sonntag, 10. Februar 1952
Teilnehmende Staffeln: 13

## Nordische Kombination
| Platz | Sportler             | Verein            | Langlauf | Sprunglauf | Gesamt |
| ----- | -------------------- | ----------------- | -------- | ---------- | ------ |
| 01    | Heinz Hauser         | WSV Reit im Winkl | 237,3    | 185,6      | 422,9  |
| 02    | Max Helmer           | SC Füssen         | 202,2    | 217,7      | 419,9  |
| 03    | Georg Hofmann        | TV Gmund          | 223,7    | 189,2      | 412,9  |
| 04    | Reinhold Karg        | SV Hindelang      | 226,4    | 183,4      | 409,8  |
| 05    | August Hitz          | SZ Feldberg       | 229,6    | 177,9      | 407,5  |
| 06    | Hermann Heiß         | SC Partenkirchen  | 229,4    | 178,0      | 407,4  |
| 07    | Franz Schifferer     | SC Reichenhall    | 227,6    | 177,9      | 405,5  |
| 08    | Andreas Hechenberger | WSV Oberaudorf    | 227,6    | 177,9      | 405,5  |
| 09    | Hermann Möchel       | SC Mannheim       | 240,0    | 162,1      | 402,1  |
| 10    | Erich Windisch       | SC Partenkirchen  | 216,1    | 181,3      | 397,4  |
| 11    | Ferdl Angerer        | WSV Oberaudorf    | 214,1    | 178,6      | 392,7  |
| 12    | Hans Speicher        | WSV Reit im Winkl | 233,2    | 161,4      | 394,6  |
| 13    | Günter Plaeschke     | MTV Goslar        | 219,6    | 172,7      | 392,3  |
| 14    | Karl Ehrenberg       | SC Altenau        | 231,8    | 155,0      | 386,8  |
| 15    | Georg Günther        | SV Kniebis        | 221,1    | 165,6      | 386,7  |

Datum: Samstag, 9. Februar 1952

Nachdem Max Helmer nach dem Sprunglauf knapp 30 Punkte vor Hauser lag, gelang es dem Chiemgauer im Langlauf, den Rückstand aufzuholen und an Helmer vorbeizuziehen. Es kamen 36 Kombinierer in die Wertung.
Zuschauer: 5000

## Skispringen
| Platz | Sportler          | Verein            | Weite 1 | Weite 2 | Punkte |
| ----- | ----------------- | ----------------- | ------- | ------- | ------ |
| 1     | Josef Kleisl      | SC Partenkirchen  | 62,5 m  | 67,0 m  | 218,2  |
| 2     | Toni Brutscher    | SC Oberstdorf     | 57,0 m  | 64,5 m  | 210,7  |
| 3     | Franz Dengg       | SC Partenkirchen  | 56,0 m  | 66,0 m  | 204,4  |
| 4     | Heini Klopfer     | SC Oberstdorf     | 54,0 m  | 61,0 m  | 197,7  |
| 5     | Max Helmer        | SC Füssen         | 54,0 m  | 62,5 m  | 196,3  |
| 6     | Sepp Hohenleitner | SC Partenkirchen  | 55,0 m  | 62,0 m  | 196,1  |
| 7     | Robert Engel      | 1860 München      | 55,0 m  | 61,0 m  | 195,0  |
| 8     | Ewald Roscher     | SC Füssen         | 52,0 m  | 58,0 m  | 194,0  |
| 9     | Toni Landenhammer | WSV Reit im Winkl | 53,5 m  | 61,0 m  | 193,1  |
| 10    | Heinz Hauser      | WSV Reit im Winkl | 53,0 m  | 61,0 m  | 192,9  |

Datum: Sonntag, 23. März 1952

## Zeitungsartikel
- Möchel Langlaufmeister über 18 km, Passauer Neue Presse, Ausgabe Nr. 17 vom 9. Februar 1952
- Heinz Hauser eroberte den „Goldenen Ski“, PNP, Seite 6, Ausgabe Nr. 18 vom 11. Februar 1952
- Sepp Kleisl wieder deutscher Sprunglaufmeister, PNP, Seite 4, Ausgabe Nr. 36 vom 24. März 1952
- Dritter Versuch Oskar Burgbachers, PNP, Ausgabe Nr. 24 vom 13. Februar 1953